# Kevon Harris
Kevon Harris (Geórgia, 4 de junho de 1997) é um jogador norte-americano de basquete profissional que atualmente joga no Orlando Magic da National Basketball Association (NBA) e no Lakeland Magic da G-League.
Harris jogou basquete universitário na Universidade Stephen F. Austin.

## Início da vida e ensino médio
Harris nasceu e cresceu em Ellenwood, cidade localizada no interior da Geórgia, e frequentou a Martin Luther King Jr. High School. Em sua última temporada, ele teve médias de 15,8 pontos e 11,8 rebotes e levou o time a um recorde de 24–6 e à Semifinal Estadual. Após o colegial, Harris completou um ano de pós-graduação na DME Academy em Daytona Beach, Flórida. Ele assinou com a Universidade Stephen F. Austin para jogar basquete universitário e rejeitou as ofertas de Utah State, Texas A&M e UT-Arlington.

## Carreira universitária
Harris se tornou titular da Universidade Stephen F. Austin durante sua temporada de calouro e teve médias de 8,5 pontos e 3,6 rebotes. Em seu segundo ano, ele teve médias de 14,5 pontos, 5,5 rebotes e 1,3 assistências e foi nomeado para a Segunda-Equipe da Southland Conference. Em seu terceiro ano, Harris teve médias de 17,8 pontos, 6,5 rebotes, 2,0 assistências e 1,0 roubos de bola e foi novamente nomeado para a Segunda-Equipe da Southland Conference. Ele ultrapassou a marca de 1.000 pontos durante a temporada. Ele inicialmente se declarou para o Draft da NBA de 2019, mas optou por retornar a Stephen F. Austin para sua última temporada.
Em 19 de fevereiro, Harris se tornou o maior pontuador de todos os tempos da universidade na Divisão I durante uma performance de 14 pontos na vitória sobre Central Arkansas. Após o final da temporada regular, Harris foi nomeado o Jogador do Ano da Southland Conference. Ele terminou em quarto lugar na conferência com média de 17,5 pontos.

## Carreira profissional

### Raptors 905 (2021–2022)
Depois de não ser selecionado no draft da NBA de 2020, Harris foi selecionado pelo Raptors 905 como a 11º escolha geral no draft da G-League de 2021.
Em 20 de agosto de 2021, Harris assinou com o KK Zadar da Liga Croata e da Liga Adriática. Em 6 de outubro de 2021, ele saiu do Zadar. Harris voltou ao Raptors 905 em outubro de 2021.

### Orlando Magic (2022–Presente)
Harris juntou-se ao Minnesota Timberwolves na Summer League de 2022. Em sua estreia na competição, Harris marcou treze pontos na vitória por 85-77 sobre o Denver Nuggets.
Em 25 de julho de 2022, Harris assinou um contrato de mão dupla com o Orlando Magic. Em 29 de dezembro, ele foi suspenso pela NBA por um jogo sem remuneração por ter saído do banco durante uma briga em um jogo contra o Detroit Pistons.

## Estatísticas da carreira

### NBA

#### Temporada regular
| Ano      | Equipe   | PJ | PT | MPJ  | AP   | 3P   | LL   | RT  | AS | BR | TO | PPJ |
| -------- | -------- | -- | -- | ---- | ---- | ---- | ---- | --- | -- | -- | -- | --- |
| 2022–23  | Orlando  | 34 | 0  | 13.4 | .439 | .372 | .756 | 2.1 | .5 | .5 | .1 | 4.1 |
| 2023–24  | Orlando  | 2  | 0  | 3.0  | .667 | —    | —    | 1.0 | .5 | .0 | .0 | 2.0 |
| Carreira | Carreira | 36 | 0  | 8.2  | .553 | .372 | .756 | 1.5 | .5 | .2 | .0 | 3.0 |

### G-League
| Ano      | Equipe   | PJ | PT | MPJ  | AP   | 3P   | LL   | RT  | AS  | BR  | TO | PPJ  |
| -------- | -------- | -- | -- | ---- | ---- | ---- | ---- | --- | --- | --- | -- | ---- |
| 2020-21  | Toronto  | 7  | 0  | 9.7  | .381 | .333 | .500 | 1.1 | .4  | .1  | .1 | 3.1  |
| 2021-22  | Toronto  | 24 | 23 | 30.2 | .473 | .343 | .740 | 5.8 | 3.5 | 1.5 | .4 | 15.1 |
| 2022-23  | Lakeland | 21 | 18 | 29.7 | .511 | .384 | .843 | 5.1 | 3.0 | 1.5 | .4 | 18.0 |
| Carreira | Carreira | 52 | 41 | 23.2 | .455 | .353 | .694 | 4.0 | 2.3 | 1.0 | .3 | 12.0 |

### Universitário
| Ano      | Equipe            | PJ  | PT  | MPJ  | AP   | 3P   | LL   | RT  | AS  | BR  | TO | PPJ  |
| -------- | ----------------- | --- | --- | ---- | ---- | ---- | ---- | --- | --- | --- | -- | ---- |
| 2016-17  | Stephen F. Austin | 33  | 13  | 22.2 | .450 | .333 | .704 | 3.6 | 1.0 | .7  | .5 | 8.5  |
| 2017-18  | Stephen F. Austin | 33  | 31  | 26.2 | .480 | .426 | .680 | 5.5 | 1.3 | 1.0 | .2 | 14.5 |
| 2018-19  | Stephen F. Austin | 30  | 29  | 34.8 | .521 | .379 | .736 | 6.5 | 2.0 | 1.0 | .5 | 17.8 |
| 2019-20  | Stephen F. Austin | 31  | 31  | 29.3 | .468 | .413 | .771 | 5.7 | 2.1 | 1.5 | .3 | 17.5 |
| Carreira | Carreira          | 127 | 104 | 28.1 | .479 | .387 | .722 | 5.3 | 1.6 | 1.0 | .3 | 14.5 |